# Picturesque Matchstickable Messages from the Status Quo
Picturesque Matchstickable Messages from the Status Quo, das Debüt-Album der britischen Rockgruppe Status Quo, wurde am 27. September 1968 veröffentlicht. Das Album enthält eine große Anzahl von Coverversionen, einschließlich Green Tambourine von The Lemon Pipers. Anders als spätere Alben der Band, die dem Hard Rock zuzurechnen sind, weist Picturesque Matchstickable Messages from The Status Quo deutliche Anleihen beim Psychedelic Rock und Pop auf.
Die Hit-Singles waren Pictures of Matchstick Men und Ice in the Sun, die beide in mehreren Ländern die Top 20 erreichten (→ siehe Status Quo/Diskografie). Auch Black Veils of Melancholy, eine vergleichsweise einfallslose Kopie der ersten Single, konnte sich in den Niederlanden in den Top 20 platzieren. Das Album selbst verfehlte die Charts.

## Entstehungsgeschichte
Unter den Namen The Spectres beziehungsweise Traffic Jam hatten Francis Rossi, Alan Lancaster, John Coghlan und Roy Lynes in den Jahren 1966 und 1967 insgesamt vier Singles veröffentlicht, die weitgehend erfolglos blieben. Als Mitte 1967 Rick Parfitt als zweiter Gitarrist und Sänger zur Band stieß, wurde der Gruppenname in „The Status Quo“ geändert.
In neuer Besetzung ging die Band Ende 1967 ins Aufnahmestudio, um zwei Stücke für die nächste Single aufzunehmen. Ursprünglich sollte Gentleman Joe’s Sidewalk Cafe die A-Seite sein. Da der Psychedelic Rock jedoch stark gefragt war, wurden die Seiten kurzhand getauscht, so dass Pictures of Matchstick Men zur neuen A-Seite wurde.
Manager Pat Barlow erkaufte sich Sendezeit bei Radio Caroline, einem von der Nordsee aus operierenden Piratensender. Dadurch erreichte die Single große Bekanntheit und stieg am 24. Januar 1968 in die britischen Charts ein. Aufgrund dieses Erfolgs wurde die Band von der BBC zu Aufnahmen in deren Studios eingeladen. Zu diesem Zeitpunkt befand sich The Status Quo als Begleitband von Madeline Bell auf Tournee.
Die nächste Single wurde im Frühjahr 1968 aufgenommen und am 29. März veröffentlicht. Black Veils of Melancholy ähnelte der ersten Single zu stark und wurde von den Kritikern verrissen. Dessen ungeachtet befand sich die Band weiter auf Tour. Mit Bob Young wurde ein Musiker als Roadie eingestellt, der Status Quo später auch bei Liveauftritten auf der Bühne unterstützte.
Um der nächsten Single mehr Erfolg zu verschaffen, wurde Unterstützung beim Songwriter-Duo Ronnie Scott und Marty Wilde angefragt. Aus den drei vorgeschlagenen Beiträgen wählte Produzent John Schröder Ice in the Sun als Titel für die nächste Single aus. Das Stück wurde im Juli 1968 veröffentlicht und brachte Status Quo in die Top 10 zurück.
Etwa zur gleichen Zeit wurde weitere Aufnahmen getätigt, um das erste Album von The Status Quo auf den Markt zu bringen. Zunächst spiele die Band hierfür die Basistracks ein. Später fügte John Schröder weitere Begleitinstrumente und Overdubs hinzu. Unter dem Titel Pictures Matchstickable Messages from the Status Quo erschien das Album dann am 27. September 1968.
Im November des gleichen Jahres hätte mit Technicolor Dreams eine weitere Single aus dem Album erscheinen sollen. Die Veröffentlichung wurde jedoch gestoppt, obwohl bereits erste Exemplare gepresst waren. Die wenigen in Umlauf gelangten Stücke sind heute gesuchte Sammlerexemplare.

## Titelliste

### Europäische Version
In Europa enthielt das Album insgesamt zwölf Titel, von denen lediglich vier von der Band selbst geschrieben wurden. Ursprünglich war das Album in einer Mono- und einer Stereo-Fassung erhältlich, die geringfügig in der Abmischung abweichen. Spätere Veröffentlichungen beschränken sich in der Regel auf die Stereo-Abmischungen.
1. Black Veils of Melancholy (Francis Rossi) – 3:17
2. When My Mind Is not Live (Rossi/Rick Parfitt) – 2:50
3. Ice in the Sun (Marty Wilde/Ronnie Scott) – 2:13
4. Elizabeth Dreams (Wilde/Scott) – 3:29
5. Gentleman Joe’s Sidewalk Café (Kenny Young) – 3:01
6. Paradise Flat (Wilde/Scott) – 3:13
7. Technicolour Dreams (Anthony King) – 2:54
8. Sheila (Tommy Roe) – 1:56
9. Spicks and Specks (Barry Gibb) – 2:46
10. Sunny Cellophane Skies (Alan Lancaster) – 2:47
11. Green Tambourine (Paul Leka/Shelley Pinz) – 2:19
12. Pictures of Matchstick Men (Rossi) – 3:13

### US-Version
Die US-Version erschien unter dem leicht verkürzten Titel Messages from The Status Quo auf dem Label Cadet Concept. Im Vergleich zur europäischen Ausgabe entfielen die Stücke Sheila und Green Tambourine.
1. Black Veils of Melancholy
2. When My Mind Is Not Live
3. Ice in the Sun
4. Elizabeth Dreams
5. Gentleman Joe’s Sidewalk Café
6. Paradise Flat
7. Technicolour Dreams
8. Spicks and Specks
9. Sunny Cellophane Sky
10. Pictures of Matchstick Men

### Bonustracks
Picturesque Matchstickable Messagesfrom the Status Quo wurde im Laufe der Jahre wiederholt auf CD veröffentlicht. Viele der Wiederveröffentlichungen wurden mit Bonustracks versehen, insbesondere den verschiedenen B-Seiten der aus dem Album ausgekoppelten Singles.
Die umfassendste Wiederveröffentlichung enthält auf zwei CDs das Album in Mono und Stereo, die B-Seiten sowie verschiedene Live-Aufnahmen aus den BBC-Archiven. Einige dieser Bonustracks wurden, noch ohne Rick Parfitt, als The Spectres beziehungsweise Traffic Jam eingespielt.
1. To Be Free – 2:37 – (Roy Lynes)
2. Make Me Stay a Bit Longer (Alternate Version) – 2:55 – (Rossi/Parfitt)
3. Auntie Nellie – 3:22 – (Lancaster)
4. Pictures of Matchstick Men (Stereo Alternate Mix) – 3:15 – (Rossi)
5. Paradise Flat (Stereo Alternate Mix) – 3:17 – (Wilde/Scott)
6. Interview with Brian Mattew (BBC Session) – 1:07
7. Pictures of Matchstick Men (BBC Session) – 3:13 – (Rossi)
8. Things Get Better (BBC Session) – 2:10 – (Steve Cropper/Eddie Floyd/Wayne Jackson)
9. Spicks and Specks (BBC Session) – 2:47 – (Gibb)
10. Judi in Disguise (With Glasses) (BBC Session) – 2:44 – (Gourrier/Andrew Bernard/John Fred)
11. Interview (BBC Session) – 1:18
12. Make Me Stay a Bit Longer (BBC Session) – 2:48 – (Parfitt/Rossi)
13. Gloria (BBC Session) – 2:46 – (Van Morrison)
14. Interview with Francis Rossi (BBC Session) – 0:49
15. I (Who Have Nothing)(BBC Session) – 3:02 – (Carlo Donida/Jerry Leiber/Mike Stoller/Mogol)
16. Neighbour, Neighbour (BBC Session) – 2:38 – (Valier)
17. I Don’t Want You (Saturday Club 26.06.1967) – 2:33 – (Porter/Dello)
18. Almost but Not Quite There (Saturday Club 26.06.1967) – 2:38 – (Barlow/Rossi)
19. Spicks and Specks (Saturday Club 26.06.1967) – 2:46 – (Gibb)
20. Gloria (David Symonds Show 08.04.1968) – 2:43 – (Morrison)
21. Interview with Alan Lancaster (David Symonds Show 08.04.1968) – 1:00
22. Black Veils of Melancholy (David Symonds Show 08.04.1968) – 3:14 – (Rossi)
23. Bloodhound (David Symonds Show 08.04.1968) – 2:05 – (Bright)

- 1998 Reissue Bonustracks (Titel 4–5)
- 2003 Reissue Expanded Bonustracks (Titel 1–3)
- 2003 „Mono“ Bonustracks (Titel 1–3, 6–12)
- 2003 „Stereo“ Bonustracks (Titel 1–3, 6–23)
- The Spectres: Titel 11–14
- Traffic Jam: Titel 15–17

## Besetzung
- Francis Rossi – Gesang & Gitarre
- Rick Parfitt – Gesang & Gitarre (nicht auf allen Bonustracks)
- Alan Lancaster – E-Bass
- John Coghlan – Schlagzeug
- Roy Lynes – Gesang und Orgel